# Bill Walton
William Theodore Walton III (født 5. november 1952, død 27. maj 2024) var en amerikansk basketballspiller og sportskommentator. Han vandt to NBA-mesterskaber i sin karriere, et med Portland Trail Blazers og et med Boston Celtics, og han blev i 1978 kåret som ligaens Most Valuable Player.

## Collegekarriere
Walton spillede collegebasketball hos UCLA. Han var med til at vinde collegemesterskabet to gange, i 1972 og 1973. Han scorede i 1973 finalen 44 point, en rekord for flest point i en collegemesterskab finalkamp nogensinde, som stadig står i dag.

## NBA-karriere

### Portland Trail Blazers
Walton blev draftet af Portland Trail Blazers med det første draft pick i 1974. Hans to første sæsoner i ligaen var dog ikke en succes. Trods han spillede rimelig godt, så var han skadesplaget, som reduceret hans spilletid markant. Hans store gennembrud kom i 1976-77 sæsonen, hvor han etablerede sig som en af ligaens bedste spillere. Han ledte i sæsonen ligaen i både rebound og i blokerede skud. Han ledte Blazers hele vejen til NBA finalen, hvor at de slog Philadelphia 76ers til at vinde mesterskabet.
Walton fortsatte sit gode spil ind i 1977-78 sæsonen, og trods han kun spillede 58 ud af 82 kampe i sæsonen som resultat af en skade, så blev han stadig kåret til ligaens MVP. Efter sæsonen krævede Walton dog at forlade Blazers, da han mente at lægestaben havde været inkompetente og uetiske i deres behandling af ham og hans holdkammerater under skadesforløb. Blazers handlede ham ikke, og som resultat valgte Walton at nægte at spille hele 1978-79 sæsonen.

### San Diego Clippers
Efter kontraktudløb med Blazers i 1979, skiftede Walton til San Diego Clippers. Han spillede kun 14 kampe for Clippers, før at en seriøs skade til hans fod resulterede i flere operationer. Flere læger fortalte ham, at han aldrig ville spille igen, og han missede både 1980-81 og 1981-82 sæsonerne med skaden. Det lykkedes dog Walton at vende tilbage i 1982-83, hvor han spillede 33 kampe. Hans spilletid og effektivtet var dog reduceret på grund af skaden.

### Boston Celtics
Walton blev i september 1985 handlet til Boston Celtics. Walton spillede her i en rolle hvor han startede på bænken, og denne reducerede rolle passede ham godt, da han i 1985-86 spillede 80 kampe, det bedste i hans karriere. Han vandt i sæsonen Sixth Man of the Year, og var del af Celtics holdet som slog Houston Rockets i finalen. Dette ville dog blive det sidste lyspunkt for Waltons karriere, da skader igen vendte tilbage. Han spillede kun 10 kampe i 1986-87 og missede hele 1987-88 sæsonen. Herefter valgte han ikke at forsøge et comeback, og gik på pension.

## Mediekarriere
Walton arbejdede fra 1990 og frem til sin død i 2024 som basketballkommentator for flere netværk, og vandt i 2001 en Emmy for bedste sportskommentator.

## Privat
Walton havde fire sønner, herunder Luke Walton, som spillede i NBA og senere har været træner for flere NBA hold.
Walton døde den 27. maj 2024 i en alder af 71 af kræft.